# Melicharellini
Melicharellini son una tribu de hemípteros auquenorrincos de la familia Cicadellidae. Incluye los siguientes géneros.

## Géneros
- Assiuta Linnavuori, 1969
- Melicharella Semenov, 1902
- Platyproctus Lindberg, 1925
- Symphypyga Haupt, 1917